# Aleksandr Nikolaevič Murav'ëv
Il conte Aleksandr Nikolaevič Murav'ëv, in russo Александр Николаевич Муравьёв? (Mosca, 10 ottobre 1792 – Mosca, 18 dicembre 1863), è stato un generale, politico e nobile russo. Fu uno dei fondatori del movimento decabrista.

## Biografia

### I primi anni
Aleksandr Nikolaevič nacque il 10 ottobre 1792 nella nobile famiglia dei Muravyov. Suo padre era il maggiore generale Nikolaj Nikolaevič Murav'ëv (1768-1840), mentre sua madre era Aleksandra Mikhailovna Mordvinova (1770-1809). Suoi fratelli furono il generale Nikolaj, Michail che fu pure generale e politico e Andrei, funzionario del sinodo ortodosso della Russia e scrittore di materie religiose. Ricevette la prima istruzione con tutori privati. 
Tra il 1806 ed il 1810 studiò all'Università di Mosca, dove frequentò in particolare le lezioni di fisica e matematica, morale, politica e linguistica contemporanea assieme ad altri futuri decabristi come N. I. Turgenev, I. D. Yakushkin, Pëtr Jakovlevič Čaadaev, N. M. Murav'ëv e altri. Fu uno degli organizzatori della Società dei Matematici di Mosca fondata da suo padre.

### La carriera militare
Ancora studente universitario, venne ammesso al servizio militare dal 1º marzo 1810 e il 14 settembre di quello stesso anno venne promosso sottotenente. A partire dall'autunno del 1810 e sino al gennaio del 1811 venne impiegato nell'ufficio topografico per la zona di Kiev. Dal marzo 1812 venne posto al seguito del quartiermastro generale della 1ª armata russa in occidente e nel giugno di quello stesso anno entrò nel V corpo d'armata.
Prese parte alla guerra del 1812 contro l'esercito napoleonico e per la sua condotta nel corso della battaglia di Borodino venne insignito del III grado dell'Ordine di Sant'Anna. Prese poi parte alle battaglie di Tarutino, Maloyaroslavets e Krasnoe. Per la presa di Vjazma, gli fu assegnata una spada d'oro per il coraggio.
All'estero, nel 1813 prese parte alle battaglie di Bautzen, Kulm, Lipsia, Fère-Champenoise. L'11 settembre 1813 fu distaccato nel corpo di Platov. 16 marzo 1813 venne promosso tenente e dal 2 novembre di quello stesso anno ottenne il grado di capitano nello stato maggiore.
Nel 1814 venne trasferito alla guardia dello zar ed il 7 marzo 1816 ottenne il grado di colonnello. Ottenne il comando del 1º corpo di cavalleria di riserva tra il 1817 e il 1818 a Mosca.

### La partecipazione alle società segrete e l'esilio dorato in Siberia
Già sul finire del 1810, Aleksandr entrò a far parte della Loggia massonica "Elisabetta alla virtù", e nel 1814 divenne membro anche di una loggia massonica in Francia. Dal 1816 fu membro della Loggia delle Tre Virtù, dal giugno 1817 all'agosto 1818 fu maestro della loggia locale.
Sempre nel medesimo periodo divenne uno dei principali organizzatori e capo della prima organizzazione segreta di stampo decabrista, l'Unione della Salvezza e di altre associazioni segrete.
Per anni condusse segretamente le attività delle logge segrete a cui era affiliato sino all'8 gennaio 1826 quando venne arrestato, mentre si trovava nella tenuta di sua moglie, presso il villaggio di Botove, nel distretto di Volokolamsk. Il 13 gennaio venne portato a San Pietroburgo e dal giorno successivo venne trasferito in carcere alla Fortezza di Pietro e Paolo.
Riconosciuto colpevole di cospirazione e sedizione, il 10 luglio 1826 venne condannato all'esilio in Siberia, senza però subire la privazione dei propri titoli. Partì da San Pietroburgo alla volta di Jakutsk il 28 luglio 1826; la moglie decise di seguire il marito nel suo esilio, anche se venne loro proibito di viaggiare insieme.
Giunto a Irkutsk il 28 agosto 1826, gli pervenne la notizia della petizione sottoscritta da sua suocera, la principessa E. S. Šachovskaja, che mutava il luogo del suo esilio a Verchneudinsk, dove di fatti giunse il 24 gennaio 1827. Qui chiese il permesso di porsi al servizio della locale amministrazione civile, permesso che gli venne accordato il 30 novembre di quello stesso anno.
Stante la sua posizione di esiliato politico ed il suo ruolo primario nell'organizzazione dei decabristi, lo zar fu particolarmente clemente con Murav'ëv, al punto da consentirgli il 19 gennaio 1828 la nomina a governatore di Irkutsk, entrando in carica dal 23 aprile successivo. L'11 luglio 1831 venne nominato presidente del governo provinciale di Irkutsk con il grado di consigliere di stato.
Il 25 giugno 1832 fu nominato presidente del governo provinciale di Tobol'sk; giunse a Tobol'sk il 28 ottobre dello stesso anno. Dal 30 ottobre 1832 ottenne nel contempo anche la carica di governatore civile di Tobol'sk.
Per una serie di conflitti insorti col governatore generale della Siberia occidentale, Ivan Aleksandrovič Vel'jaminov, il quale non poteva accettare di raffrontarsi alla pari con un condannato per sedizione, il 25 gennaio 1834 l'anno si trasferì a Vjatka, ma entro la fine dell'anno tornò al suo incarico di Tobol'sk.
Il 25 maggio 1835 venne nominato presidente della Camera penale della regione della Tauride. Nel 1837 fu più volte governatore civile locale, ma si scontrò ancora una volta col governatore generale locale, il conte Michail Voroncov, venendo trasferito dal 6 novembre 1837 alla carica di governatore civile di Arcangelo. A causa dei disordini contadini sorti nel volost di Ižma, venne licenziato dalla carica di governatore il 7 giugno 1839.
Dal 15 aprile 1843 prestò servizio presso il Ministero dell'Interno. Il 16 febbraio 1846 venne nominato membro del Consiglio del ministro dell'Interno, conducendo verifiche in varie province.
Dal 18 settembre 1848 divenne consigliere di Stato a pieno titolo.

### Il ritorno nell'esercito
Archiviata ormai la causa del suo esilio, nel maggio del 1851 ottenne di poter rientrare in servizio nell'esercito imperiale russo col grado di colonnello dello stato maggiore su sua richiesta personale. Nel luglio 1854 venne inviato in Polonia. Il 27 marzo 1855 ottenne il grado di Maggiore Generale col quale prese parte alla guerra di Crimea. Dal 28 luglio 1855 venne posto in congedo per curare una cataratta che lo affliggeva ad un occhio.

### Gli ultimi anni
Il 10 settembre 1856 venne nominato governatore militare di Nižnij Novgorod dove si distinse in particolar modo per la difesa dei servi della gleba, motivo per cui espulse ad esempio il proprietario terriero Šeremetev per trattamento crudele dei suoi schiavi. Per questi suoi meriti, gli venne consentito di prendere parte ai preparativi per la riforma dei contadini organizzata dal governo ed il 23 aprile 1861 venne promosso tenente generale.
A causa però proprio del suo conflitto col potente Sheremetev, il 16 settembre 1861 venne destituito dal suo incarico e venne invece nominato senatore, ottenendo di tornare a Mosca.
Morì a Mosca il 18 dicembre 1863 e venne sepolto nel convento di Novodevičy. Il suo monumento, fortemente deteriorato già negli anni '20 del Novecento, venne completamente ricostruito nel 1979.

## Matrimoni e figli

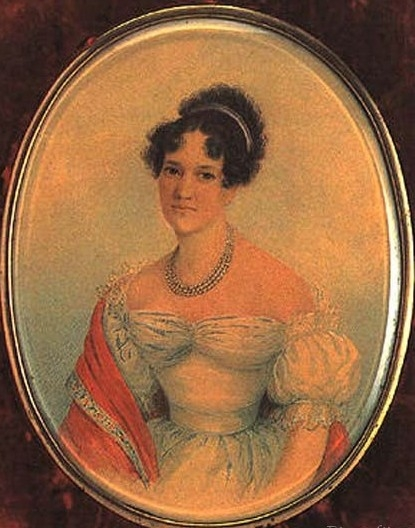
Praskovya Mikhailovna

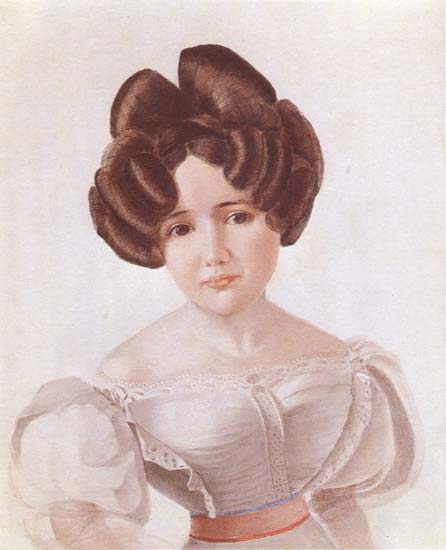
Marfa Mikhailovna

Il 29 settembre 1818, Murav'ëv sposò la principessa Praskov'ja Michajlovna Šachovskaja (1788-1835) e gli sposi ebbero 7 figli in tutto:
- Michail (15 giugno 1819 - febbraio 1822)
- Aleksandra (1820 - 17 marzo 1820)
- Nikolaj (9 febbraio 1821 - 21 febbraio 1821)
- Sofija (31 gennaio 1822 - 1 settembre 1851), morì di tubercolosi nel villaggio di Ostaševo, vicino a Mosca.
- Elizaveta (1823 - 1824)
- Praskov'ja (22 novembre 1827 - 1832)
- Ivan (19 agosto 1830 - 18 dicembre 1864), cornetta del reggimento di cavalleria delle guardie di vita, promosso tenente nel 1851 tenente. Dal 1857 fu aiutante del governatore generale della Siberia orientale, N. N. Murav'ëv-Amurskij, venendo promosso maggiore dal 1858.

Nel 1841 sposò la sua seconda moglie, la principessa Marfa Michajlovna Šachovskaja (20 dicembre 1799 - 1885), sorella della prima moglie, dalla quale però non ebbe figli.